# Čaun
Il Čaun (in russo Чаун?; nell'alto corso conosciuto come Malyj Čaun) è un fiume dell'estremo oriente russo (Circondario autonomo della Čukotka), tributario del mare dei Ciukci.
Nasce dall'altopiano dei Ciukci, scorrendo con direzione mediamente nordoccidentale su tutto il percorso, sfociando nel mare dei Ciukci, all'estremità meridionale dell'importante insenatura che prende il nome dal fiume (baia del Čaun). I maggiori affluenti sono il Paljavaam dalla destra idrografica, l'Ugatkyn e il Mil'guveem dalla sinistra.
Il fiume attraversa una zona molto remota, dal clima molto rigido che provoca il bassissimo popolamento del suo bacino; l'unico centro abitato di un minimo rilievo lungo il suo corso è il piccolo villaggio di Retkuča, situato nel basso corso non lontano dalla foce.